# 第21軍団 (北軍)
南北戦争中の北軍第21軍団（XXI Corps）は、ウィリアム・ローズクランズ少将のカンバーランド軍の傘下に、1863年1月から同年10月までの短期間存在した軍団である。

## 歴史

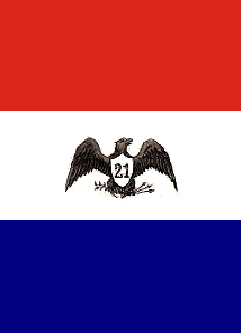
第21軍団司令部記章

ストーンズリバーの戦いの後、ローズクランズ少将はカンバーランド軍の「翼（Wing）」を軍団として再編した。トマス・L・クリッテンデン少将が指揮官を務めた左翼は、第21軍団と改称された。同時に右翼は第20軍団に、中央翼は第14軍団に名称が変更された。
カンバーランド軍のタラホーマ方面作戦において、第21軍団は1863年9月19日-20日のチカマウガの戦いで激しく戦い、ほとんど壊滅してしまった。トーマス・ウッド（Thomas J. Wood）准将の師団を、ジョージ・ヘンリー・トーマス少将の第14軍団の支援に回したことが、ローズクランズの誤算であった。結果、南軍ジェイムズ・ロングストリート中将が北軍中央を突破することを成功させることとなった。第21軍団の部隊、特にウィリアム・パーマー（William Jackson Palmer）准将の師団は、トーマスのスノッドグラスヒルにおける後衛戦を支援し成功させたことを、特記しておくべきである。この戦いの後、第21軍団は第20軍団の残存部隊と併せて、第4軍団として再編された。

## 参考資料
- XXI Corps history